# Petter Nosa Dahl
Petter Nosakhare „Nosa“ Dahl (* 22. Oktober 2003 in Oslo) ist ein norwegischer Fußballspieler.

## Karriere

### Verein
Dahl begann seine Karriere beim Frigg Oslo FK. Zur Saison 2018 wechselte er zu Lyn Oslo. Im April 2021 kehrte er zu Frigg zurück. Zur Saison 2022 wechselte er zum Zweitligisten KFUM Oslo. Dort gab er im April 2022 sein Profidebüt in der 1. Division. Bis Saisonende kam er zu 28 Zweitligaeinsätzen, in denen er sechsmal traf. Zur Saison 2023 wurde er anschließend von Erstligist FK Bodø/Glimt verpflichtet, direkt aber wieder nach Oslo verliehen. Nach 13 weiteren Zweitligaeinsätzen für KFUM kehrte er im Sommer 2023 zu Bodø/Glimt zurück. Dort kam er aber zu keinem Einsatz, mit Bodø wurde er Meister.
Zur Saison 2024 wurde Dahl ein zweites Mal an KFUM verliehen, das ohne ihn in die Eliteserien aufgestiegen war. In Folge kam er zu 15 Erstligaeinsätzen für den Verein, in denen er fünfmal traf. Im Juli 2024 wurde die Leihe abgebrochen und der Angreifer wechselte fest nach Belgien zum KV Mechelen. Für Mechelen absolvierte er in der Saison 2024/25 22 Partien in der Division 1A.
Zur Saison 2025/26 wechselte Dahl zum österreichischen Bundesligisten SK Rapid Wien, bei dem er einen bis 2029 laufenden Vertrag erhielt.

### Nationalmannschaft
Dahl spielte im März 2023 einmal im norwegischen U-20-Team, im Juni 2023 lief er zweimal für die U-21-Auswahl auf.